# Hecher Sosa
Enrique Hecher Sosa de Rada (Arrecife, Lanzarote; 25 de agosto de 1995), conocido como Hecher Sosa, es un artista marcial mixto español. Actualmente compite en la categoría de peso gallo, donde se ha proclamado campeón del Campeonato de Peso Gallo de Fight Club Rush y del Campeonato de Peso Gallo de WOW FC.

## Carrera de artes marciales mixtas

### Carrera amateur
Sosa fue el primer peleador español en conseguir una medalla internacional de la IMMAF, resultó tercero del mundo en 2018. En el ámbito amateur obtuvo un récord de 28 victorias, 4 derrotas y 2 nulos, sumando 34 peleas en tres años, donde se le otorgó por tres años consecutivos el título de campeón de España (2017, 2018 y 2019), campeón de África en 2019 y tercero de Europa en 2019.

### Dana White's Contender Series
Sosa peleará el 17 de septiembre en el Dana White's Contender Series, y buscará su contrato en la UFC.

## Campeonatos y logros
- WOW FC
  - Campeón del Campeonato de Peso Gallo de WOW FC (una vez)
  - KO de la noche (una vez)

- Fight Club Rush
  - Campeón del Campeonato Vacante de Peso Gallo de FCR (una vez)

- IMMAF
  - Tercero del Mundo 2018
  - Tercero de Europa 2019
  - Campeón de África 2019

- Amateur
  - Campeón de España: 2017, 2018, 2019

## Récord en artes marciales mixtas
| Récord profesional | Récord profesional | Récord profesional |
| 14 peleas          | 13 victorias       | 1 derrota          |
| ------------------ | ------------------ | ------------------ |
| Nocaut             | 6                  | 1                  |
| Sumisión           | 3                  | 0                  |
| Decisión           | 4                  | 0                  |

| Resultado | Récord | Oponente              | Método                        | Evento    | Fecha                    | Ronda | Tiempo | Localización           | Notas                                                       |
| --------- | ------ | --------------------- | ----------------------------- | --------- | ------------------------ | ----- | ------ | ---------------------- | ----------------------------------------------------------- |
| Victoria  | 13–1   | Yaman Mjahed          | TKO (codazo)                  | WOW FC 20 | 7 de junio de 2025       | 1     | 0:52   | Madrid                 | Por el Campeonato Vacante de Peso Gallo de WOW FC.          |
| Victoria  | 12–1   | Thiago Henrique       | TKO (Parada arbitral)         | WOW FC 17 | 29 de marzo de 2025      | 3     | 3:12   | Madrid                 |                                                             |
| Victoria  | 11–1   | Roger Blanque         | TKO (codazo)                  | WAR 4     | 30 de noviembre de 2024  | 1     | 3:18   | Madrid                 | KO de la noche.                                             |
| Victoria  | 10–1   | Douglas Felipe        | TKO (golpes)                  | WOW FC 15 | 14 de septiembre de 2024 | 1     | 3:17   | Madrid                 |                                                             |
| Victoria  | 9–1    | Dayvison Silva        | Sumisión (brabo choke)        | WOW FC 14 | 25 de mayo de 2024       | 2     | 2:39   | Madrid                 |                                                             |
| Victoria  | 8–1    | Tuomas Gronvall       | Decisión (unánime)            | FCR 19    | 24 de febrero de 2024    | 3     | 5:00   | Solna                  | Por el Campeonato Vacante de Peso Gallo de Fight Club Rush. |
| Victoria  | 7–1    | Aaron Robinson        | Decisión (unánime)            | FCR 18    | 25 de noviembre de 2023  | 3     | 5:00   | Västerås               |                                                             |
| Victoria  | 6–1    | Mariano Hernández     | Sumisión                      | HDH 119   | 6 de mayo de 2023        | 3     | 5:00   | Arico                  |                                                             |
| Victoria  | 5–1    | Frederik Skov Strauss | Decisión (dividida)           | FCR 15    | 25 de febrero de 2023    | 3     | 5:00   | Solna                  |                                                             |
| Victoria  | 4–1    | Bilal Tipsaev         | Decisión (unánime)            | FCR 14    | 26 de noviembre de 2022  | 3     | 5:00   | Västerås               |                                                             |
| Derrota   | 3–1    | Karlen Minasian       | TKO                           | FCR 12    | 7 de mayo de 2022        | 1     | 0:44   | Västerås               |                                                             |
| Victoria  | 3–0    | Jonny Touma           | TKO (rodillazo volador)       | FCR 10    | 20 de noviembre de 2021  | 1     | N/A    | Västerås               |                                                             |
| Victoria  | 2–0    | Joao Pinguinha        | Sumisión (arm-triangle choke) | EPF 1     | 19 de junio de 2021      | 1     | 0:45   | Marbella               |                                                             |
| Victoria  | 1–0    | Ricardo Morais        | TKO (Parada arbitral)         | WTE FC 9  | 28 de febrero de 2020    | 3     | N/A    | Santa Cruz de Tenerife |                                                             |